# Jacques Derrida
Jacques Derrida [žak derida] (15. července 1930 El-Biar, Alžírsko – 9. října 2004 Paříž) byl francouzský filozof považovaný za zakladatele dekonstrukce. Jeho dílo výrazně ovlivnilo také literární vědu a další obory v Evropě i v USA.

## Život
Narodil se v Alžírsku v sefardské rodině, za války byl proto vyloučen ze škol a od roku 1949 žil v Paříži. Už ve studentských letech četl velké filosofy, například Nietzscheho, Rouseaua, Kierkegaarda, Bergsona, Heideggera, A. Gida nebo A. Camuse. Vystudoval prestižní gymnázium Louis-le-Grand a v letech 1952-1954 École normale supérieure, kde spřátelil se sociologem Pierre Bourdieu. V letech 1953–1954 pracoval v Husserlově archivu v Lovani a během studií ho dále ovlivnili Louis Althusser, Jean Hyppolite, Jean Cavaillès a Michel Foucault. Roku 1956 dostal stipendium na pobyt na Harvardově univerzitě, roku 1957 se oženil s psycholožkou M. Aucouturier, 1959 poprvé navštívil Prahu a po vojenské službě v Alžíru byl v letech 1960-1964 asistentem filosofie na Sorbonně. Roku 1964 poprvé přednášel v USA, na Johns Hopkins University v Baltimore; byl pak profesorem na Yale, na Cornell University a přednášel na mnoha dalších. V letech 1965–1983 působil jako docent dějin filosofie na École normale supérieure. Roku 1981 založil spolu s Jean-Pierre Vernantem francouzskou sekci Vzdělávací nadace Jana Husa na pomoc československým intelektuálům a přednášel v domácím semináři L. Hejdánka. Tajná policie mu do zavazadla vpašovala drogy, takže byl zatčen a vypovězen z ČSSR. Od roku 1983 až do smrti byl Derrida profesorem filosofie na EHESS v Paříži a zúčastňoval se i letních seminářů francouzsko-české Asociace Jana Husa.
Je pochován na hřbitově v Ris-Orangis.

## Myšlení a dílo

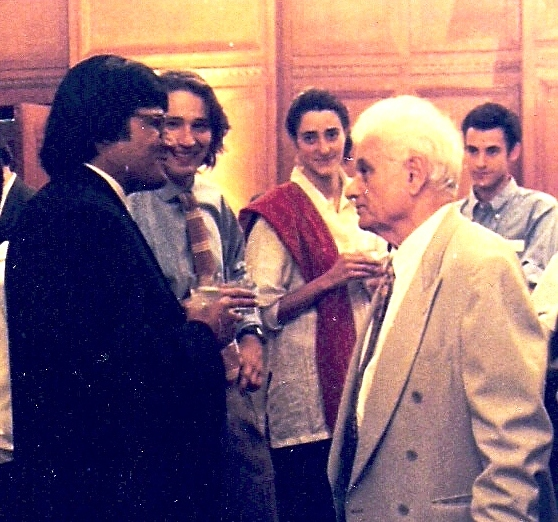
Chinmoy Guha v rozhovoru s J. Derridou (vpravo)

Roku 1967 na sebe Derrida poprvé upozornil třemi závažnými spisy: „O gramatologii“ (De la grammatologie), „Hlas a fenomén“ (La Voix et le phénomène) a „Písmo a rozdíl“ (L'écriture et la différence). Celkem publikoval 80 knih a množství článků a rozhovorů.

Jeho obtížné a čtenářsky náročné dílo se dá vystihnout jen velmi přibližně. Je ovlivněno zejména Husserlem, Heideggerem a Lévinasem, a kriticky zkoumá vztahy mezi tradičně protikladnými pojmy, jako je v lingvistice slovo psané a mluvené, v psychoanalýze rozum a šílenství, v literatuře doslovný a obrazný smysl a v teorii genderu mužské a ženské. Všechny odpovídají ontologickému protikladu mezi smyslově vnímaným a srozumitelným, případně mezi jeho variantami, například vnitřní a vnější, racionální a iracionální, smysl a nesmysl nebo zakládající a založené. Jak ukázal Ferdinand de Saussure, není význam znaku ani slova obsažen v nich samých, nýbrž v rozdílu (différence) vůči ostatním znakům v rámci určitého systému. Rozdíly vznikají v procesu či „hře“ jakéhosi časového odkládání, pro něž Derrida zavedl neologismus différance (od différer, odkládat).

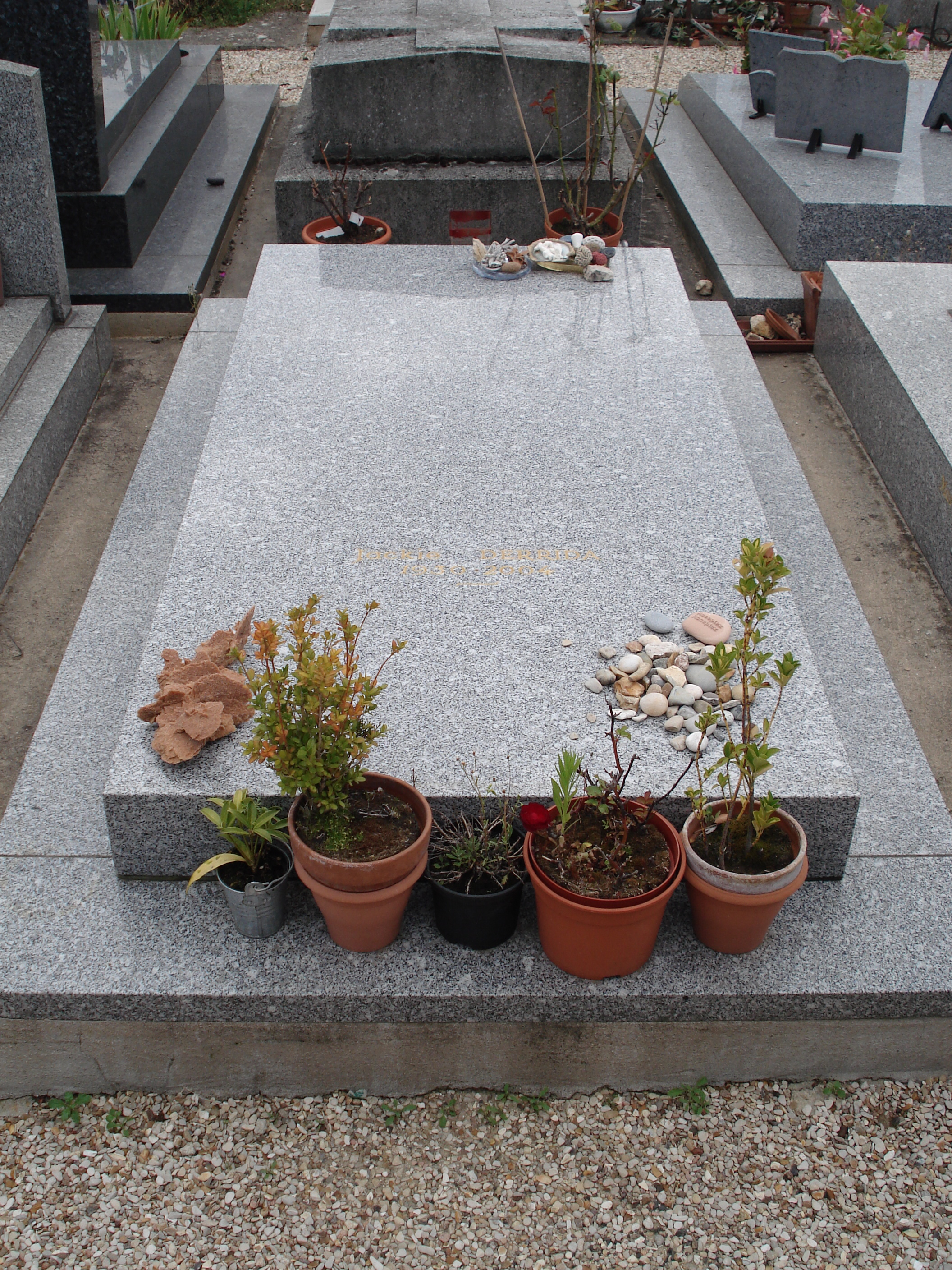
Jeho hrob na hřbitově v Ris-Orangis, nedaleko Paříže

Velké polemiky vyvolal pojem dekonstrukce, inspirovaný Heideggerem. Znamená něco jako „konstruktivní destrukce“, převracení a rozkládání tradičních významových opozic, aby se jejich složky uvolnily z těchto zkamenělých spojení a daly se znovu oživit v nových souvislostech. Tak podle Derridy západní tradice preferuje mluvené slovo před psaným, protože v něm vidí „život“ a „přítomnost“; ve skutečnosti dává přítomnost smysl jen v protikladu k nepřítomnosti a každé bytí se odehrává právě mezi nimi. Derrida pro to přejímá Lévinasův pojem „stopa“ (la trace), která je přítomným dokladem (nyní) nepřítomné přítomnosti.
Jiné významné téma je dar. Pokud něco takového je, nemá a nedá se o tom nic dozvědět, a nemůže tedy nikdy být přítomný; kdyby se vyjevil, vyvolá jen „narcisistické přisvojení zpět“, ať už v podobě protidaru nebo vděčnosti. Dar tedy musí zůstat tajemstvím. Jen takovým darem se přerušuje „nekonečný řetěz směn“ – a tedy opakování téhož – na němž je založen oběh peněz a ekonomika.
Ve vztahu k budoucnosti Derrida kritizuje představu předvídání a očekávání, protože se sice obracejí do budoucnosti, ale zároveň ji jako očekávanou neutralizují. Skutečná budoucnost je jen zcela neočekávaná „událost“, čiré překvapení, protože jen to je opravdu „nové“. Na mnoha místech věnuje pozornost smrti a smutku (truchlení, le deuil): „smrt není vně života, za jeho hranicí, nýbrž se do něho vepisuje zevnitř“ a působí dávno před smrtí. Kritizuje Heidegerův výklad smrti jako možnosti, že všechny možnosti skončí: jak by se taková možnost mohla člověku objevit a přitom zůstat jen možností? Stejně jako dar nebo spravedlnost se Derridovi i smrt ukazuje jen jako ne-možnost.

## Pourquoi la guerre?
19. února 2003 se setkali dva z nejvýznamnějších francouzských filozofů, Jean Baudrillard a Jacques Derrida, aby společně s René Majorem a Alainem Greshem kontroverzně diskutovali o jedné z významných otázek minulosti i současnosti, která zní Pourquoi la guerre?, tedy „Proč válka?“ Stalo se tak za přítomnosti asi 500 osob. Tato diskuse byla zaznamenána a posléze vydána ve zvukové formě jako volně přístupná DVD. Oba filozofové se zamýšleli nad tím, jaké nové významy je nutno hledat pro pojmy jako válka, terorismus, suverenita států a demokracie. Se zaměřením na pojem „demokracie“ debatovali o tom, zda demokracie má nebo nemá budoucnost. Dalším tématem byly úvahy, zda lze předvídat, že se ve světě prosadí nová forma universality.

## Obrat ke zvířeti
Jacques Derrida je všeobecně uznáván za svůj přínos k „obratu ke zvířeti“, tedy k posunu ve filozofickém diskurzu, který se zabývá významem zvířat v lidské kultuře a společnosti. Ve své vlivné knize „The Animal That Therefore I Am“ a dalších spisech Derrida zpochybnil antropocentrický pohled na svět, který po staletí ovládal západní myšlení. Tvrdil, že zacházení se zvířaty jako s pouhými předměty, vychází z chybného chápání podstaty zvířete. Derridovo dílo inspirovalo mnoho dalších badatelů v oblasti studia zvířat, včetně těch, kteří dále zkoumali důsledky jeho myšlenek pro etiku a práva zvířat a vztah mezi lidmi a ostatními zvířaty. Jeho vliv je patrný mimo jiné v pracích badatelů, jako jsou Donna Haraway, Cary Wolfe a Vinciane Despret.
V knize „The Animal That Therefore I Am“ se Derrida zamýšlí nad svým zážitkem, kdy viděl, jak ho pozoruje kočka v koupelně a když se svleče do sprchy, tak odchází. To jej přivedlo ke zpochybnění tradičního filozofického rozlišování mezi lidmi a zvířaty. Tvrdí, že toto rozlišení je založeno na představě člověka jako mluvícího subjektu, zatímco zvířata jsou vnímána jako pouhé objekty či automaty. Poukazuje však na to, že lidé sami nejsou plně sebevědomými a autonomními subjekty, ale jsou spíše podmíněni a ovlivněni jazykem, kulturou a historií. Proto tvrdí, že hranice mezi lidmi a zvířaty není tak jasná, jak se často předpokládá. Dále se zde Derrida zabývá různými filozofickými a literárními díly na téma zvířat, včetně Heideggera, Nietzscheho a Kafky.

## Kritika
Derridovy texty vyvolávaly pozornost i nadšení, ale také odpor a zásadní kritiku. Derrida dostal v USA přes 20 čestných doktorátů, ale v roce 1992 se na anglické Cambridgeské univerzitě zvedl proti čestnému doktorátu pro něj hlasitý protest. Filosofové anglosaské školy „filosofie jazyka“ mu vytýkali nejasnost a obtížnou srozumitelnost, také relativismus a nezodpovědnost. John Searle ho nazval „nefalšovaným šarlatánem“ a fyzik Alan Sokal poslal do amerického postmodernistického časopisu Social text fingovaný článek „Překračovat hranice: za transformativní hermeneutiku kvantové gravitace“, který obsahoval vážné věcné chyby, ale vypadal jako postmoderní texty. Časopis článek bez recenzního řízení otiskl a Sokal veřejně oznámil, že to byl podvrh. O rok později vydal s Jeanem Bricmontem knihu „Intelektuální podvody“, kde ostře kritizuje a napadá postmoderní filosofii včetně Derridovy.

## České překlady
- Politiky přátelství, česky 1994
- Násilí a metafyzika, česky 2002
- Síla zákona – „mystický základ autority“, česky 2002
- Co přinese zítřek? – dialog, česky 2003
- Tradice vědy a skrývání smyslu – komentář k Husserlovu Původu geometrie, česky 2003
- Víra a vědění – Století a odpuštění – rozhovor Michela Wieworky s Jacquesem Derridou, česky 2003
- Filosofie v době teroru. Rozhovor s J. Derridou a J. Habermasem, česky 2005